# Climatització solar

Esquema de Climatització solar

Els termes fred solar i Climatització solar es refereixen a sistemes que usen l'energia solar per a la refrigeració d'ambients. L'aplicació més freqüent és el condicionament d'aire, tant en edificis com en ambients mòbils (sobretot vehicles). Existeixen sistemes basats en fotovoltaica i uns altres en energia solar tèrmica.

## Introducció
La tecnologia del fred solar parteix d'una idea aparentment contradictòria: aprofitar la calor per generar fred. Tenint en compte que el consum elèctric puja considerablement durant els mesos d'estiu per l'ús dels aparells d'aire condicionat, la generalització d'aquesta tecnologia pot suposar un desenvolupament molt positiu en la implantació de noves aplicacions de les energies renovables i en la reducció d'aquestes puntes de consum elèctric.

## Funcionament

### Sistemes basats en energia fotovoltaica
Qualsevol aparell elèctric d'aire condicionat podria funcionar a partir de l'energia generada per mòduls solars fotovoltaics. Existeixen diversos fabricants que subministren combinacions entre les dues tecnologies. L'avantatge és que no es necessiten aparells especials i els dos elements estan disponibles al mercat. El desavantatge és el baix rendiment, comparats amb els sistemes d'energia solar tèrmica.

### Sistemes basats en energia solar tèrmica
Els sistemes basats en l'energia solar tèrmica extreuen major rendiment de les instal·lacions, sovint infra-aprofitades, o en risc de sobreescalfament durant l'estiu. És una de les aplicacions amb energia solar en la qual millor s'adapta l'oferta amb la demanda.
La tecnologia utilitzada en aquests sistemes, la refrigeració per absorció, es basa en la capacitat d'absorbir calor de certs parells de substàncies, com l'aigua i el bromur de liti o l'aigua i l'amoníac. El seu funcionament es basa en les reaccions físic-químiques entre un refrigerant i un absorbent, accionades per una energia tèrmica -que en el cas de l'energia solar és aigua calenta. Instal·lacions solars d'aquest tipus requereixen equips i instal·lacions especials en les quals cada vegada hi ha més experiència però que convé tenir un important respatller tant en el disseny com en l'execució, engegada i explotació de la instal·lació.
El funcionament de qualsevol màquina de refrigeració per absorció es basa en tres fenòmens físics elementals:
1. Quan un fluid s'evapora absorbeix calor i quan es condensa cedeix calor.
2. La temperatura d'ebullició d'un líquid vària en funció de la pressió, és a dir, a mesura que baixa la pressió, baixa la temperatura d'ebullició.
3. Hi ha establertes parelles de productes químics que tenen certa afinitat a l'hora de dissoldre l'un a l'altre.

En un cicle convencional de refrigeració amb compressor mecànic, el fluid refrigerant en estat líquid flueix per l'evaporador, el mitjà a refredar cedeix calor baixant la seva temperatura, mentre que el refrigerant s'evapora. El vapor a baixa pressió passa al compressor incrementant la seva pressió i temperatura fins a un punt en el qual el vapor es liqua cedint calor al mitjà a escalfar utilitzat en el condensador. El líquid refrigerant va des del condensador a un element d'expansió en el qual la seva pressió i temperatura es redueixen a les de l'evaporador completant-se el cicle.
Si substituïm el compressor mecànic del cicle de refrigeració anterior per un compressor tèrmic compost per un absorbidor i un generador, també denominat concentrador obtenim de cicle de refrigeració per absorció. El vapor refrigerant alliberat en el generador a major pressió i temperatura passa al condensador. En el cicle amb aigua i bromur de liti com a refrigerant i absorbidor respectivament, el vapor del refrigerant alliberat en l'evaporador s'absorbeix en la solució absorbent i aquesta es dilueix. Per recuperar el refrigerant i reconcentrar la solució, aquesta es bomba al generador, (concentrador) on mitjançant l'aportació de calor (per exemple energia solar) s'allibera el refrigerant per destil·lació. La solució concentrada s'envia a l'absorbidor per tornar a absorbir refrigerant.
En alguns processos industrials es treballa per incrementar la conducció de calor, ben utilitzant materials d'alta conductivitat o configuracions amb un elevat àrea de contacte. En uns altres, l'efecte buscat és just el contrari, i es desitja minimitzar l'efecte de la conducció, pel que es emplean materials de baixa conductivitat tèrmica, buits intermedis (veure termo), i es disposen en configuracions amb poca àrea de contacte.

## PSE-ARFRISOL
PSE-ARFRISOL intenta demostrar que és possible estalviar entre un 80 i un 90 % d'energia en el condicionament energètic dels edificis (calefacció i refrigeració) en diferents zones geogràfiques d'Espanya. El CIEMAT lidera el Projecte Singular Estratègic d'I+D sobre Arquitectura Bioclimàtica i Fred Solar (PSE-ARFRISOL), inclòs en el Pla Nacional d'Energia d'Espanya.

### Participants
- Acciona
- Dragatges
- FCC
- OHL
- Atersa
- Gamesa
- Isofotón
- Unisolar
- Universitat d'Almeria
- Universitat d'Oviedo
- Fundació Barredo-Astúries
- ClimateWell

## Fabricants
- ClimateWell
- Daikin
- Fagor- Rotartica